# Distretto di Strabane
Il distretto di Strabane era una delle suddivisioni amministrative dell'Irlanda del Nord, nel Regno Unito. Fu creato nel 1973. Apparteneva alla contea storica di Tyrone.
A partire dal 1º aprile 2015 il distretto di Strabane è stato unito a quello di Derry per costituire il distretto di Derry e Strabane.